# Canton de Montlouis-sur-Loire
Le canton de Montlouis-sur-Loire est une circonscription électorale française, située dans le département d'Indre-et-Loire et la région Centre-Val de Loire.

## Histoire
Le canton est créé en 1985 par décret du 24 décembre 1984, par scission du canton de Saint-Avertin.
À la suite du redécoupage cantonal de 2014, les limites territoriales du canton sont remaniées. Le nombre de communes du canton passe de 4 à 5.

## Représentation

### Représentation avant 2015
| Période | Période | Identité          | Étiquette | Qualité                                                                                                   |
| ------- | ------- | ----------------- | --------- | --- |
| 1985    | 1998    | Dominique Leclerc | RPR       | Pharmacien Sénateur (1992-2011) Maire de La Ville-aux-Dames (1977-2006) Vice-Président du Conseil Général |
| 1998    | 2015    | Patrick Bourdy    | PS        | Enseignant Adjoint au maire de Montlouis-sur-Loire Vice-Président du Conseil Général                      |

### Représentation à partir de 2015
| Période élective | Période élective | Mandat | Mandat   | Identité                | Nuance | Nuance | Qualité |
| ---------------- | ---------------- | ------ | -------- | ----------------------- | ------ | ------ | --- |
| 2015             | 2021             | 2015   | 2021     | Patrick Bourdy          |        | PS     | Adjoint au maire de Montlouis-sur-Loire jusqu'en 2020                                                          |
| 2015             | 2021             | 2015   | 2021     | Agnès Monmarché-Voisine |        | PS     | Adjointe au maire de Chambray-lès-Tours                                                                        |
| 2021             | 2028             | 2021   | en cours | Agnès Monmarché-Voisine |        | PS     | Conseillère sortante, conseillère municipale de Chambray-lès-Tours                                             |
| 2021             | 2028             | 2021   | en cours | Laurent Thieux          |        | DVG    | Premier adjoint au maire de Montlouis-sur-Loire et vice-président communauté de communes Touraine Est-Vallées. |

### Résultats détaillés

#### Élections de mars 2015
À l'issue du 1er tour des élections départementales de 2015, deux binômes sont en ballottage : Patrick Bourdy et Agnès Monmarché-Voisine (PS, 31,99 %) et Gilles Augereau et Géraldine Poirault-Gauvin (Union de la Droite, 25,96 %). Le taux de participation est de 50,23 % (12 165 votants sur 24 221 inscrits) contre 50,88 % au niveau départemental et 50,
17 % au niveau national.
Au second tour, Patrick Bourdy et Agnès Monmarché-Voisine (PS) sont élus avec 51,18 % des suffrages exprimés et un taux de participation de 49,52 % (5 595 voix pour 12 000 votants et 24 231 inscrits).

#### Élections de juin 2021
Le premier tour des élections départementales de 2021 est marqué par un très faible taux de participation (33,26 % au niveau national). Dans le canton de Montlouis-sur-Loire, ce taux de participation est de 30,46 % (7 685 votants sur 25 232 inscrits) contre 30,88 % au niveau départemental. À l'issue de ce premier tour, deux binômes sont en ballottage : Agnès Monmarché-Voisine et Laurent Thieux (PS, 44,25 %) et Marie-Martine Champigny et Jean-Bernard Leloup (Union au centre et à droite, 30,73 %).
Le second tour des élections est marqué une nouvelle fois par une abstention massive équivalente au premier tour. Les taux de participation sont de 34,36 % au niveau national, 31,33 % dans le département et 30,75 % dans le canton de Montlouis-sur-Loire. Agnès Monmarché-Voisine et Laurent Thieux (PS) sont élus avec 63,57 % des suffrages exprimés (4 625 voix pour 7 760 votants et 25 237 inscrits),,. 

## Composition

### Composition de 1984 à 2015
Jusqu'en 2015, le canton de Montlouis-sur-Loire regroupait quatre communes.
| Nom                             | Code Insee | Codepostal | Superficie (km2) | Population (dernière pop. légale) | Densité (hab./km2) |
| ------------------------------- | ---------- | ---------- | ---------------- | --------------------------------- | ------------------ |
| Montlouis-sur-Loire (chef-lieu) | 37156      | 37270      | 24,55            | 10 643 (2012)                     | 434                |
| Larçay                          | 37124      | 37270      | 11,19            | 2 417 (2012)                      | 216                |
| Véretz                          | 37267      | 37270      | 13,86            | 4 303 (2012)                      | 310                |
| La Ville-aux-Dames              | 37273      | 37700      | 8,00             | 5 021 (2012)                      | 628                |

### Composition depuis 2015
À partir de 2015, à la suite du redécoupage cantonal de 2014, 5 communes composent le canton.
| Nom                                         | Code Insee | Intercommunalité             | Superficie (km2) | Population (dernière pop. légale) | Densité (hab./km2) | Modifier                                    |
| ------------------------------------------- | ---------- | ---------------------------- | ---------------- | --------------------------------- | ------------------ | ------------------------------------------- |
| Montlouis-sur-Loire (bureau centralisateur) | 37156      | CC Touraine-Est Vallées      | 24,55            | 11 261 (2022)                     | 459                | modifier les données · modifier les données |
| Chambray-lès-Tours                          | 37050      | Tours Métropole Val de Loire | 19,40            | 11 877 (2022)                     | 612                | modifier les données · modifier les données |
| Larçay                                      | 37124      | CC Touraine-Est Vallées      | 11,19            | 2 577 (2022)                      | 230                | modifier les données · modifier les données |
| Véretz                                      | 37267      | CC Touraine-Est Vallées      | 13,86            | 4 682 (2022)                      | 338                | modifier les données · modifier les données |
| La Ville-aux-Dames                          | 37273      | CC Touraine-Est Vallées      | 8,00             | 5 575 (2022)                      | 697                | modifier les données · modifier les données |
| Canton de Montlouis-sur-Loire               | 3710       |                              | 77,00            | 35 972 (2022)                     | 467                | modifier les données                        |

## Démographie

### Démographie avant 2015
| 1990   | 1999   | 2006   | 2011   | 2012   |
| ------ | ------ | ------ | ------ | ------ |
| 16 962 | 19 361 | 20 885 | 22 116 | 22 384 |

### Démographie depuis 2015
En 2022, le canton comptait 35 972 habitants, en évolution de +4,3 % par rapport à 2016 (Indre-et-Loire : +1,67 %, France hors Mayotte : +2,11 %).
| 2013   | 2018   | 2022   |
| ------ | ------ | ------ |
| 33 547 | 35 142 | 35 972 |